# Angerona hasebroekii
Angerona hasebroekii là một loài bướm đêm trong họ Geometridae.